# ウンボイ島
ウンボイ島（ウンボイとう、英: Umboi Island）はパプアニューギニアのニューギニア島とニューブリテン島の間にある火山島。別名ルーク島（Rooke Island）。
島の北の海域はビスマルク海、南はソロモン海、東はダンピア海峡、西はヴィティアス海峡となっている。
標高1548m、完新世紀の複合火山から成っており有史上の噴火の記録は無い。
住民の言語にはパプア諸語のコヴァイ語、オーストロネシア語族のマンガップ語、シアッシ語（またはルケップ語）、バリム語、ムトゥ語がある。
幾人かの先住民とアメリカの研究者によれば、夜行性で魚を食べ、コウモリより大きく翼竜のように空を飛ぶ未確認生物、ローペンが棲息しているという。